# Аранзас (округ, Техас)
Шаблон:StateAbbr_ 28°06′ пн. ш. 96°59′ зх. д. / 28.1° пн. ш. 96.99° зх. д.
О́круг Аранза́с (англ. Aransas County) — округ (графство) у штаті Техас, США. Ідентифікатор округу 48007.

## Історія
Округ утворений 1871 року.

## Демографія
За даними перепису 2000 року загальне населення округу становило 22497 осіб, зокрема міського населення було 14807, а сільського — 7690. Серед мешканців округу чоловіків було 11187, а жінок — 11310. В окрузі було 9132 домогосподарства, 6397 родин, які мешкали в 12848 будинках. Середній розмір родини становив 2,9.
Віковий розподіл населення поданий у таблиці:
| Стать    | До 15 років | 15-21 | 22-29 | 30-39 | 40-49 | 50-65 | 65-85 | Понад 85 |
| -------- | ----------- | ----- | ----- | ----- | ----- | ----- | ----- | -------- |
| Чоловіки | 2262        | 980   | 738   | 1268  | 1577  | 2218  | 2026  | 118      |
| Жінки    | 2059        | 935   | 759   | 1337  | 1619  | 2314  | 2033  | 254      |

## Суміжні округи
- Калгун — північний схід
- Мексиканська затока — південний схід
- Нюесес — південь
- Сан-Патрисіо — захід
- Рефухіо — північний захід

## Виноски
1. ↑  U.S. Decennial Census. United States Census Bureau. Архів оригіналу за 26 квітня 2015. Процитовано 18 квітня 2015.
2. ↑  Texas Almanac: Population History of Counties from 1850–2010 (PDF). Texas Almanac. Архів оригіналу (PDF) за 26 лютого 2015. Процитовано 18 квітня 2015.
3. ↑  State & County QuickFacts. United States Census Bureau. Архів оригіналу за 6 липня 2011. Процитовано 8 грудня 2013. [Архівовано 2011-10-18 у Wayback Machine.](англ.) Наведено за англійською вікіпедією.
4. ↑  American FactFinder. Бюро перепису населення США. Архів оригіналу за 26 лютого 2012. Процитовано 31 січня 2008. [Архівовано 2008-05-21 у Wayback Machine.]

| США | Це незавершена стаття з географії США. Ви можете допомогти проєкту, виправивши або дописавши її. |